# Месапион
Месапион (Мессапион, Мессапий, греч. Μεσσάπιο ή Μεσσάπιον) — горы в Греции, в Беотии, в периферии Центральная Греция. Высочайшая точка — 1021 м над уровнем моря.
У подножия находился древний город Анфедон. По Страбону гора Мессапий названа по имени Мессапа, который прибыв в Иапигию, назвал её Мессапией.